# آلبرت بی. فال
آلبرت بیکن فال (به انگلیسی: Albert Bacon Fall) سناتور سابق عضو حزب جمهوری‌خواه ایالات متحده آمریکا بود. وی در سال ۱۹۱۲ تا ۱۹۲۱ میلادی سناتور ایالت نیومکزیکو در سنای ایالات متحده آمریکا بود.